# Geschiedenis van de Verenigde Staten (1849-1865)
De geschiedenis van de Verenigde Staten (1849-1865) wordt gedomineerd door de slavenkwestie. Een lange reeks compromissen tussen het noorden en de slavenhoudende zuidelijke staten loopt uiteindelijk toch op oorlog uit. Deze Amerikaanse Burgeroorlog zou de bloedigste oorlog in de Amerikaanse geschiedenis worden.

## Antebellumperiode

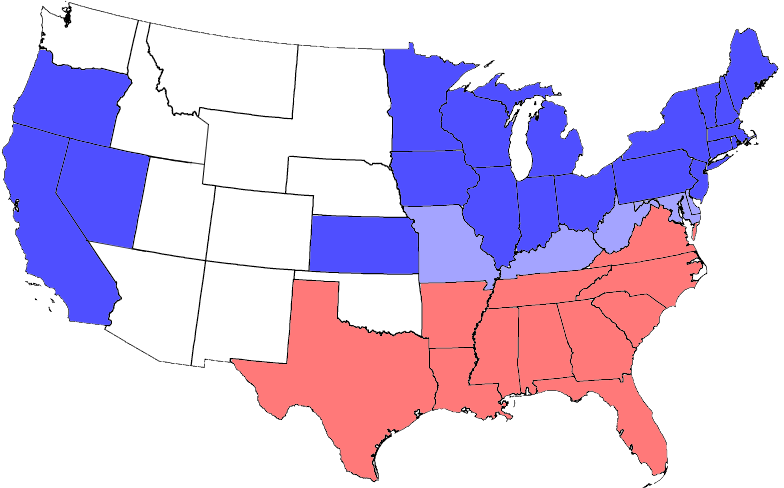
Kaart van de Verenigde Staten met de Geconfedereerde Staten in rood, de Uniestaten in blauw en slavenstaten die de Unie trouw bleven in lichtblauw

In de jaren na de oorlog met Mexico breidde de bevolking van de VS zich langzaam maar zeker uit naar het westen. De Gadsdenaankoop stelde de grens met Mexico vast en verdragen met Groot-Brittannië legden de grens met de Britse koloniën in het latere Canada vast. De Verenigde Staten waren nu een continentale macht die steeds meer mensen van overzee aantrok die op zoek waren naar een beter leven.

### Ontwikkeling van het westen
Het westen van de Verenigde Staten was in de jaren vóór de Burgeroorlog nog in een vroeg stadium van ontwikkeling. De Oregon Trail, waar later duizenden pioniers gebruik van zouden maken, werd voor het eerst bereisd. De goudkoorts in Californië trok vele gelukzoekers naar San Francisco waar zij bekend zouden worden als de 49ers naar het jaar van de goudvondst, 1849. Tien jaar later werd een van de rijkste zilveraders ontdekt in Nevada, de zogenaamde Comstock Lode.
De inflatie die het gevolg was van de aanvoer van grote hoeveelheden goud en zilver vanuit de westelijke staten en territoria was mede debet aan de Paniek van 1857, een plotselinge economische neergang waarbij zo'n 5000 bedrijven in één jaar failliet gingen.

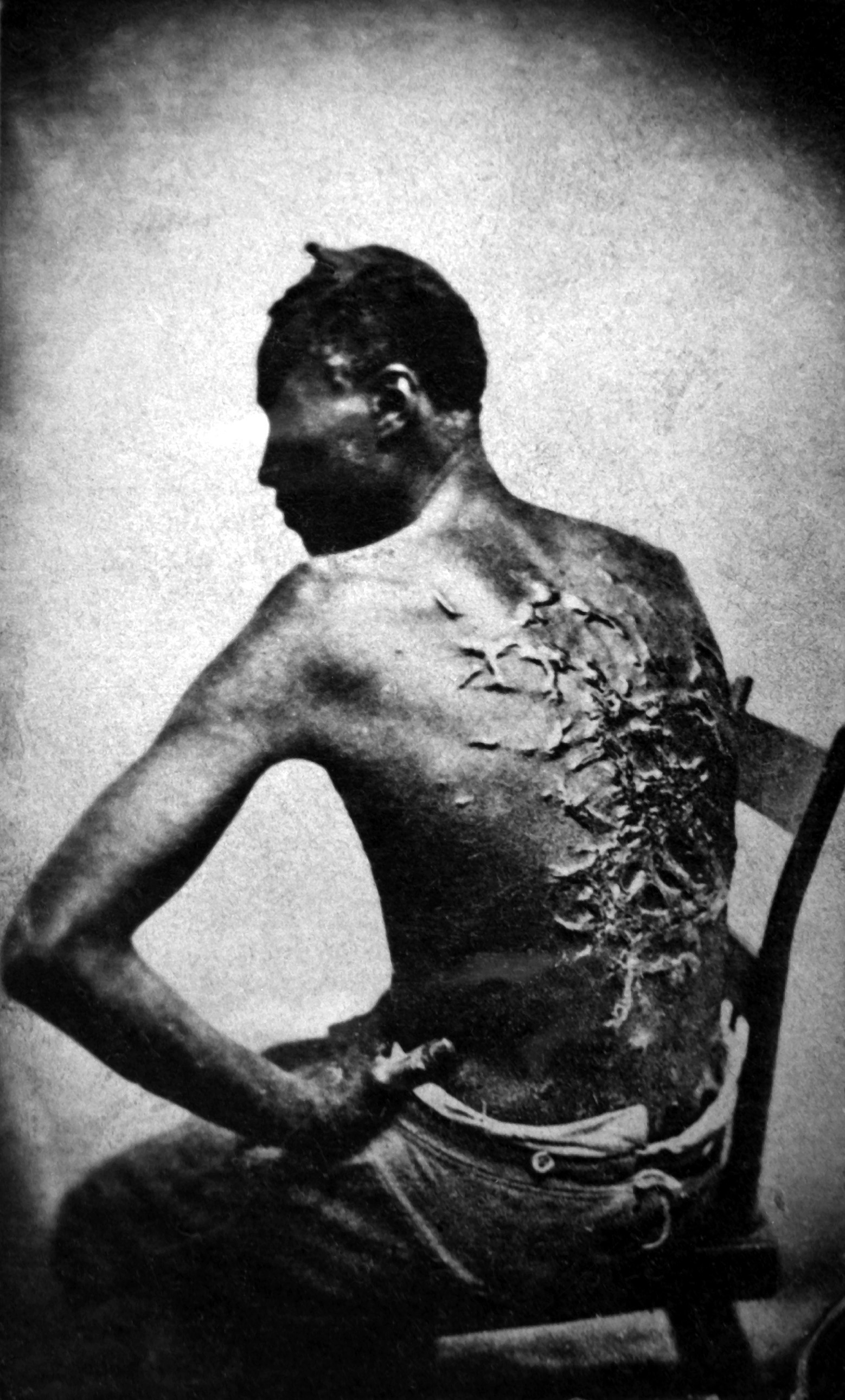
Behandeling van een slaaf door zijn opzichter. Foto uit 1863.

### Slavernij
In de periode tussen het einde van de oorlog met Mexico en het begin van de jaren 1860 heerste er groeiende onenigheid tussen het in snel tempo industrialiserende noorden en het meer agrarische zuiden. De economie van het zuiden was gebaseerd op de mankracht van de zwarte slaaf, die van het noorden op de arbeider. Een reeks van compromissen die in het Compromis van 1850 hun sluitstuk kregen, wendden een uit de hand lopend conflict af. Met de dood van nationale leiders als Henry Clay en Daniel Webster in 1852 verloor het land belangrijke stabiliserende figuren. De verkiezingen van presidenten als Franklin Pierce in 1852 en James Buchanan in 1856 deden weinig om de eenheid tussen "Noord" en "Zuid" te bewaren.

#### Antislavernijbeweging
In de Amerikaanse Senaat was er een delicaat evenwicht tussen de slavenhoudende staten en de "vrije" staten. Naarmate meer territoria in het westen gekoloniseerd werden, dreigde dit evenwicht verstoord te raken. Zo wilden noordelijke boeren die zich op de prairies en in de voormalige Mexicaanse gebieden vestigden, geen competitie van slavenarbeid. Verder was er ook veel morele weerstand tegen slavernij, ook wel de peculiar institution genoemd. Velen vonden het een schandvlek voor de verlichte Amerikaanse idealen van vrijheid en gelijkheid.

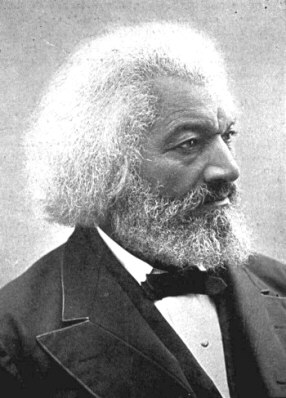
Frederick Douglas

Een groeiende beweging van abolitionisten voerde strijd tegen de slavernij, ook in de staten bezuiden de Mason-Dixonlijn. Er bestonden clandestiene organisaties (de ondergrondse spoorweg) die zwarte slaven hielpen ontsnappen naar het noorden en naar Canada. Bekend was bijvoorbeeld John Brown, een radicale abolitionist die in 1859 een groep mannen leidde in een aanval op een federale wapenopslagplaats in Harper's Ferry, Virginia met als doel een gewapende slavenopstand te beginnen. Ook waren er vele gematigde activisten zoals Frederick Douglass die zowel vóór als na de Burgeroorlog streed om gelijke burgerrechten voor iedereen en een belangrijke rol speelde bij de afschaffing van de slavernij.

#### Slavernij in de territoria

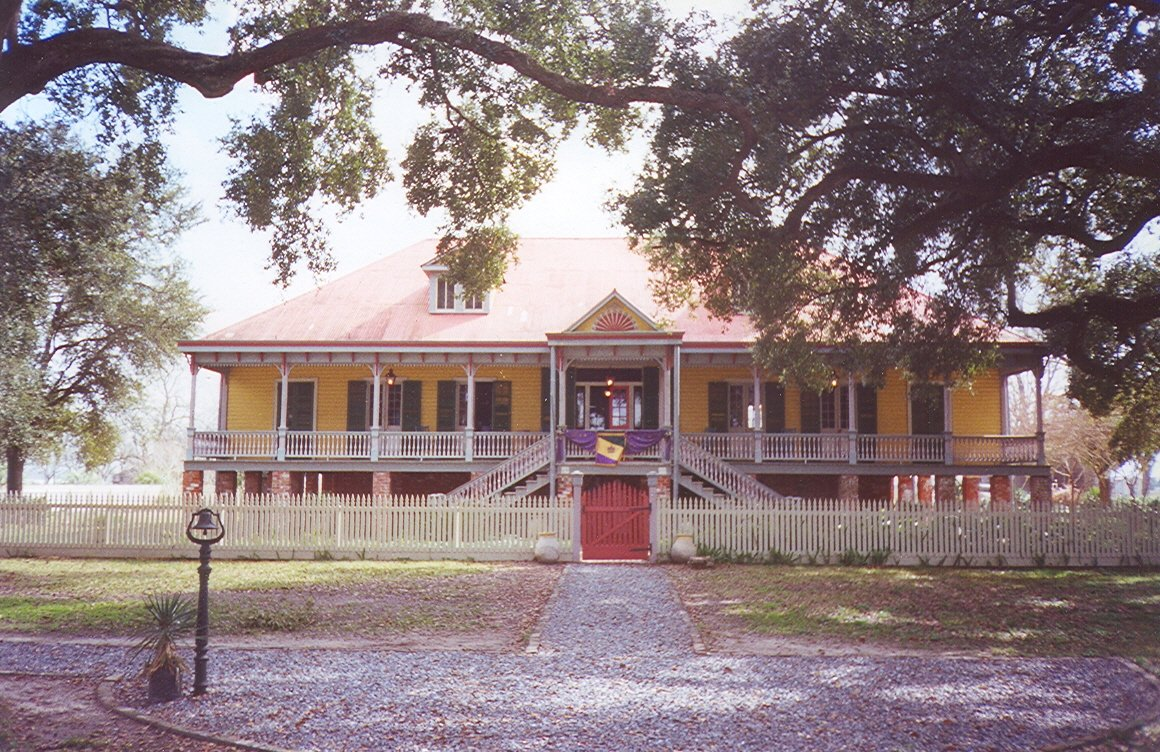
Plantagehuis in Louisiana

Territoria waren in principe vrij van slavernij door de wetgeving naar aanleiding van het Compromise of 1850. In 1854 werd door het Amerikaanse Congres echter de Kansas-Nebraska Act aangenomen die het territorium van die naam opsplitste in wat later de staten Kansas en Nebraska zouden worden met de stipulatie dat de bewoners van de twee territoria zelf mochten bepalen wat de status van de slavernij zou zijn. Dit resulteerde in bloedige gevechten in vooral Kansas (Bleedin' Kansas) en een toestroom van zowel pro- als antislavernijactivisten in beide gebieden. Uiteindelijk zouden in Kansas twee constitutionele vergaderingen een grondwet, door het volk goedgekeurd, indienen aan het Congres met het verzoek om toelating tot de Unie, één door de proslavernijfracties en één door hun tegenstanders.
De Senaat keurde aanvankelijk de proslavernijgrondwet van Kansas goed maar het Huis van Afgevaardigden weigerde Kansas als slavenstaat toe te laten. Uiteindelijk werd Kansas in 1861 dan toch als vrije staat toegelaten tot de Unie. De Democratische Partij was echter diep verdeeld over de slavenkwestie en de strijd om Kansas gaf de aanstoot tot de vorming van de Republikeinse Partij.

### Andere tegenstellingen
Naast de slavernijkwestie stonden de noordelijke en zuidelijke staten ook in andere aangelegenheden tegenover elkaar. De katoenproducenten in het zuiden hadden belang bij internationale vrijhandel, terwijl het industriële noorden protectionisme voorstond. Ook de spanning tussen de federale regering en de juridische aanspraken van de afzonderlijke staten speelden mee. Deze laatste tegenstelling bestond al langer in de vorm van twee partijen: de Federalisten (Hamilton) wilden een sterk centraal gezag, terwijl de Republikeinen (Jefferson) de macht van de afzonderlijke staten verdedigden. De Republikeinen hadden zich rond 1825 gesplitst in nationale Republikeinen en democratische Republikeinen; deze laatsten noemden zich sedert het presidentschap van Jackson de Democraten. Uit de Federalisten met de meeste aanhang in het noorden, ontstond in 1856 de Republikeinse Partij, niet te verwarren met de eerder genoemde Republikeinen.

## Aanloop naar oorlog

Abraham Lincoln, winnaar presidentsverkiezingen van 1860

De Republikeinse Partij, die zich tegen de slavernij keerde, werd kort voor de verkiezingen van 1856 opgericht. De eerste presidentskandidaat voor de partij, John C. Frémont, verloor van de Democratische kandidaat James Buchanan. Buchanan echter, hoewel hij persoonlijk de slavernij afkeurde, was van mening dat het niet in zijn macht lag om iets aan de praktijk te doen aangezien het in de grondwet vastgelegd was. Zijn zwakke beleid zou mede de aanzet tot oorlog bespoedigen.

### Dred Scott

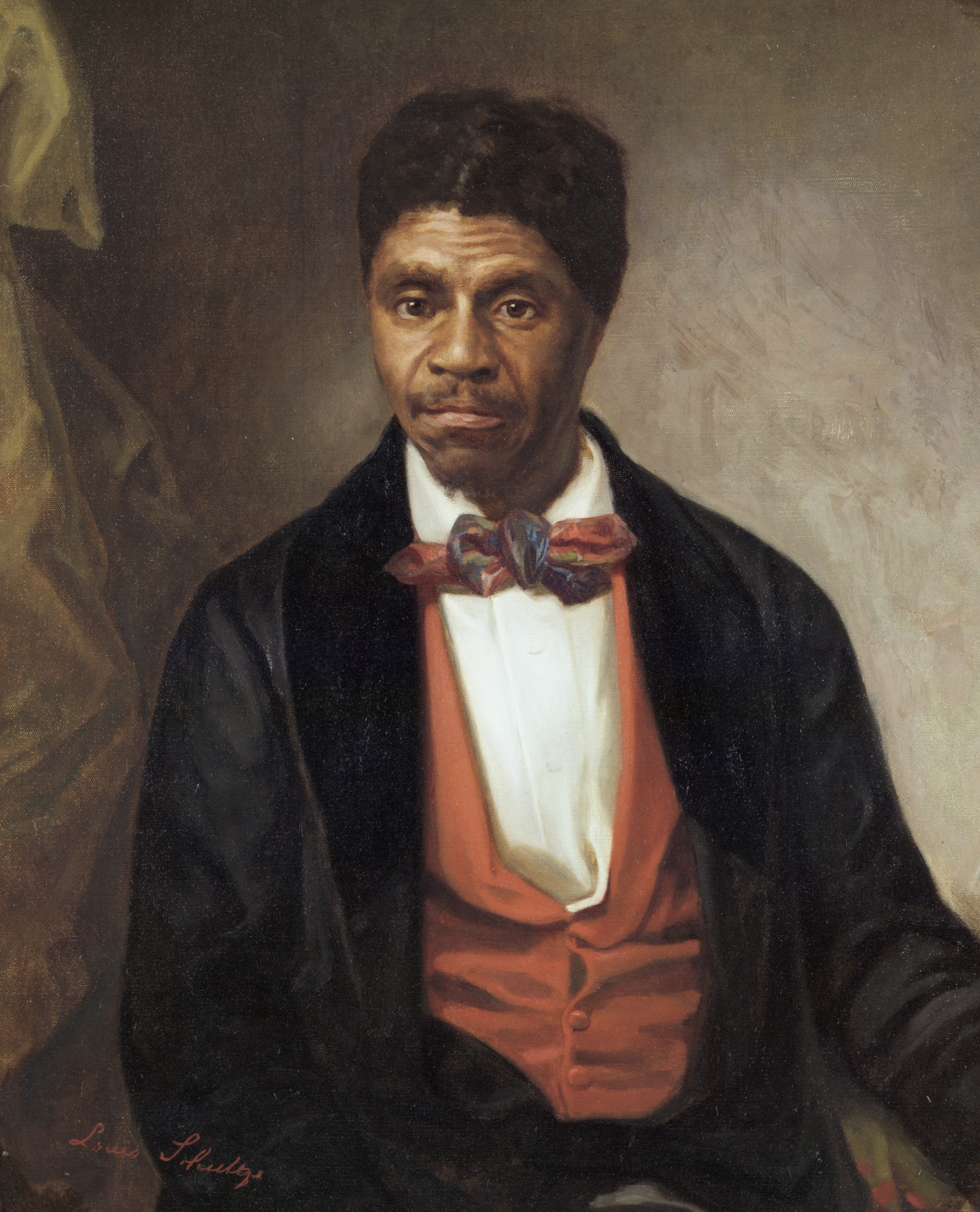
Dredd Scott

In 1857 kwam de slavernijkwestie tot een nieuw keerpunt. De slaaf Dred Scott uit de staat Missouri spande een rechtszaak aan omdat hij vond dat hij na de dood van zijn eigenaar, die met Scott langdurig in het vrije noorden verbleef, een vrij man was. Scott kreeg aanvankelijk gelijk maar in hoger beroep werd tegen hem beslist en uiteindelijk diende de zaak voor het Amerikaans Hooggerechtshof in Washington DC. Dat hof bepaalde dat Scott geen vrij man was maar dat hij nog steeds het eigendom was van de nazaten van zijn overleden eigenaar. Voorts bepaalde het hof dat het verbod op slavernij in de territoria ongrondwettelijk was.
Hoewel sommigen meenden dat hiermee de slavernijkwestie voorlopig op een laag pitje zou komen te staan, had de uitspraak van het hof in de Dredd Scott zaak het tegenovergestelde effect. In het noorden was er fel verzet tegen de uitspraak en de Republikeinse Partij steeg in populariteit.

### Politieke opkomst van Lincoln
De verkiezingen voor de Senaat in 1858 stonden voornamelijk in het teken van de race in Illinois waar Stephen A. Douglas het opnam tegen de vrij onbekende Republikein Abraham Lincoln. Hoewel senatoren nog niet rechtstreeks door het volk maar door de volksvertegenwoordiging van de staten werden gekozen, voerden beiden campagne in de staat met als hoogtepunt een reeks van 7 debatten. Douglas was voorstander van de situatie rondom de slavernij zoals die er was, terwijl Lincoln resoluut tegen de slavernij was.
Douglas zou de verkiezingen winnen maar beide politici kregen landelijk bekendheid door de debatten die algemeen werden geprezen voor hun inhoudelijkheid. Lincoln werd populair onder Republikeinse kiezers en de ervaring die hij in de senaatsrace opdeed zou hem 2 jaar later van pas komen bij de presidentsverkiezingen van 1860.

### Verkiezingen van 1860
De Democratische Partij had zowel aanhang in het noorden als het zuiden van de Verenigde Staten maar beide kampen binnen de partij zouden meer en meer uit elkaar drijven. De hopeloos verdeelde Democratische Partij schoof bij de verkiezingen van 1860 daarom ook meerdere kandidaten naar voren. Stephen Douglas, de senator die Lincoln had verslagen in 1858, was kandidaat voor de noordelijke Democraten terwijl de zuidelijke vleugel van de partij John Breckinridge nomineerde. In enkele staten aan de grens tussen Noord en Zuid was er een derde partij, de Constitutional Union Party die John Bell als kandidaat nomineerde. De Republikeinen nomineerden zoals verwacht Abraham Lincoln en de meeste kandidaten voerden regionale campagnes.
In de zuidelijke staten, met als voortrekker South Carolina, werd al tijdens de campagne openlijk gesproken over afscheiding indien Lincoln zou worden gekozen. Nadat de Democratische versnippering en een groeiende oppositie tegen de slavernij in het noorden de Republikeinen van de verkiezingswinst hadden verzekerd, riep South Carolina een conventie bijeen die op 20 december 1860 verklaarde dat de unie die tussen South Carolina en de andere staten onder de naam "de Verenigde Staten van Amerika" bestaat thans is verbroken. Voor de inauguratie van Lincoln in maart 1861 zouden nog 6 andere staten zich afscheiden van de Unie, te weten:
- Mississippi
- Florida
- Alabama
- Georgia
- Louisiana
- Texas.

### Beschieting van Fort Sumter
Na de inauguratie van president Abraham Lincoln liepen de spanningen verder op. De afgescheiden staten vormden in Montgomery (Alabama) de Geconfedereerde Staten van Amerika, gebaseerd op een grondwet die sterk leek op die van de Verenigde Staten maar met meer nadruk op de rechten van de individuele staten. Jefferson Davis werd als president gekozen.
Op verscheidene plaatsen namen de zuidelijke staten wapenopslagplaatsen en forten van de federale overheid over, vaak zonder al te veel tegenstand. Een fort in de haven van Charleston, South Carolina, Fort Sumter, bleef echter in federale handen ondanks pogingen van de Geconfedereerden om het te bezetten. Aan eisen van de staat aan de overheid in Washington om het fort op te geven werd geen gehoor gegeven.
Lincoln gaf bevel om het fort te bevoorraden en hij lichtte South Carolina hierover in om een gewapend treffen te voorkomen. South Carolina eiste echter opnieuw de overgave van het fort. De commandant van Fort Sumter, Robert Anderson, bleef standhouden en weigerde waarna, op 12 april 1861 een kustbatterij het vuur opende op het fort. Hoewel er tijdens het treffen geen gewonden vielen, was de Burgeroorlog officieel begonnen. Na een korte barrage gaf Anderson zich over aan P.G.T. Beauregard, bevelhebber van de zuidelijke troepen in Charleston.

## Broeder tegen Broeder
[Zie ook hoofdartikel Amerikaanse Burgeroorlog]

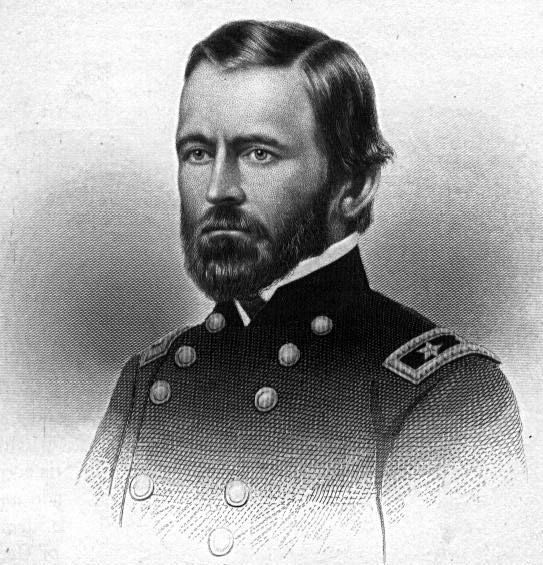
Generaal Ulysses S. Grant

Na de slag om Fort Sumter deed Lincoln een oproep om vrijwilligers te werven voor het leger en riep hij alle staten op om te helpen de rebellie in het zuiden te onderdrukken. Hierdoor scheidden nog eens vier staten, Virginia, Arkansas, North Carolina en Tennessee zich af van de unie.
De oorlog sleepte zich 4 jaar voort en zou de bloedigste uit de Amerikaanse geschiedenis blijken. In de eerste helft van de oorlog leken de Geconfedereerden het voordeel te hebben, ten dele door een superieure leiding van het leger. De marine van de Uniestaten legde een blokkade om de kust van de Confederatie aan die mondjesmaat werd omzeild. Het eerste grote treffen tussen onderzeeërs in de geschiedenis van moderne oorlogsvoering vond plaats in 1862 tussen de USS Monitor en de CSS Virginia.

### Bull Run tot Gettysburg

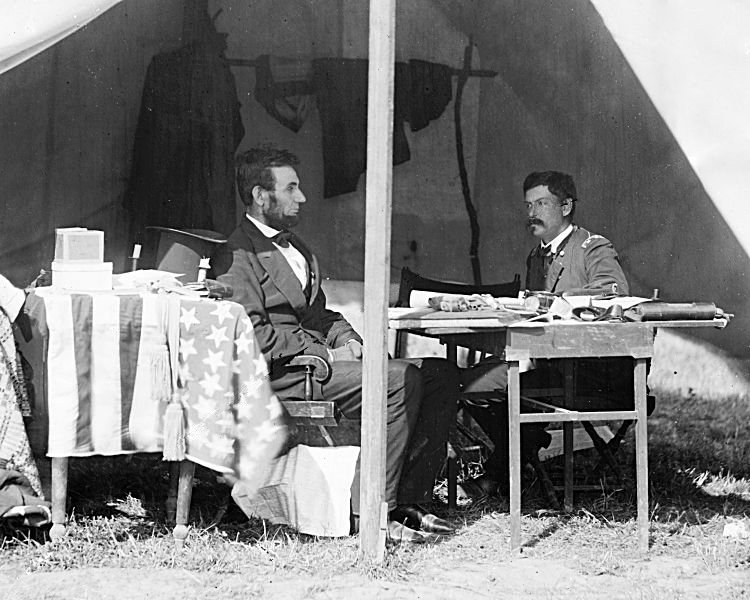
President Lincoln overlegt met generaal McClellan na de slag bij Antietam

De eerste grote veldslag vond plaats nabij Bull Run en resulteerde in een overwinning voor de Geconfedereerden. Generaal George McClellan werd aangesteld als opperbevelhebber van de Army of the Potomac, de hoofdmacht van het leger in het oostelijke gebied. Hiertegenover stond de zuidelijke Army of Northern Virginia, onder bevel van Robert E. Lee. Lee was tegen de slavernij en tegen de afscheiding van zijn thuisstaat Virginia van de Unie en hem werd het opperbevel over de noordelijke legers aangeboden. Lee kon zichzelf er echter niet toe brengen de wapenen op te nemen tegen zijn eigen staat en in plaats daarvan nam hij het bevel van de Geconfedereerde legers op zich.
Waar Lee een briljant bevelhebber zou blijken, viel generaal McClellan door de mand. Zijn manier van optreden bracht hem herhaaldelijk in conflict met president Lincoln die hem te voorzichtig optreden verweet. Nadat hij begin 1862 orders genegeerd had, werd hem een deel van zijn gezag ontnomen, waarna hij opdracht kreeg om op te rukken naar de zuidelijke hoofdstad, Richmond, Virginia. Ondertussen behaalde generaal Ulysses S. Grant tijdens de Slag bij Shiloh een moeizame overwinning voor de Unie.

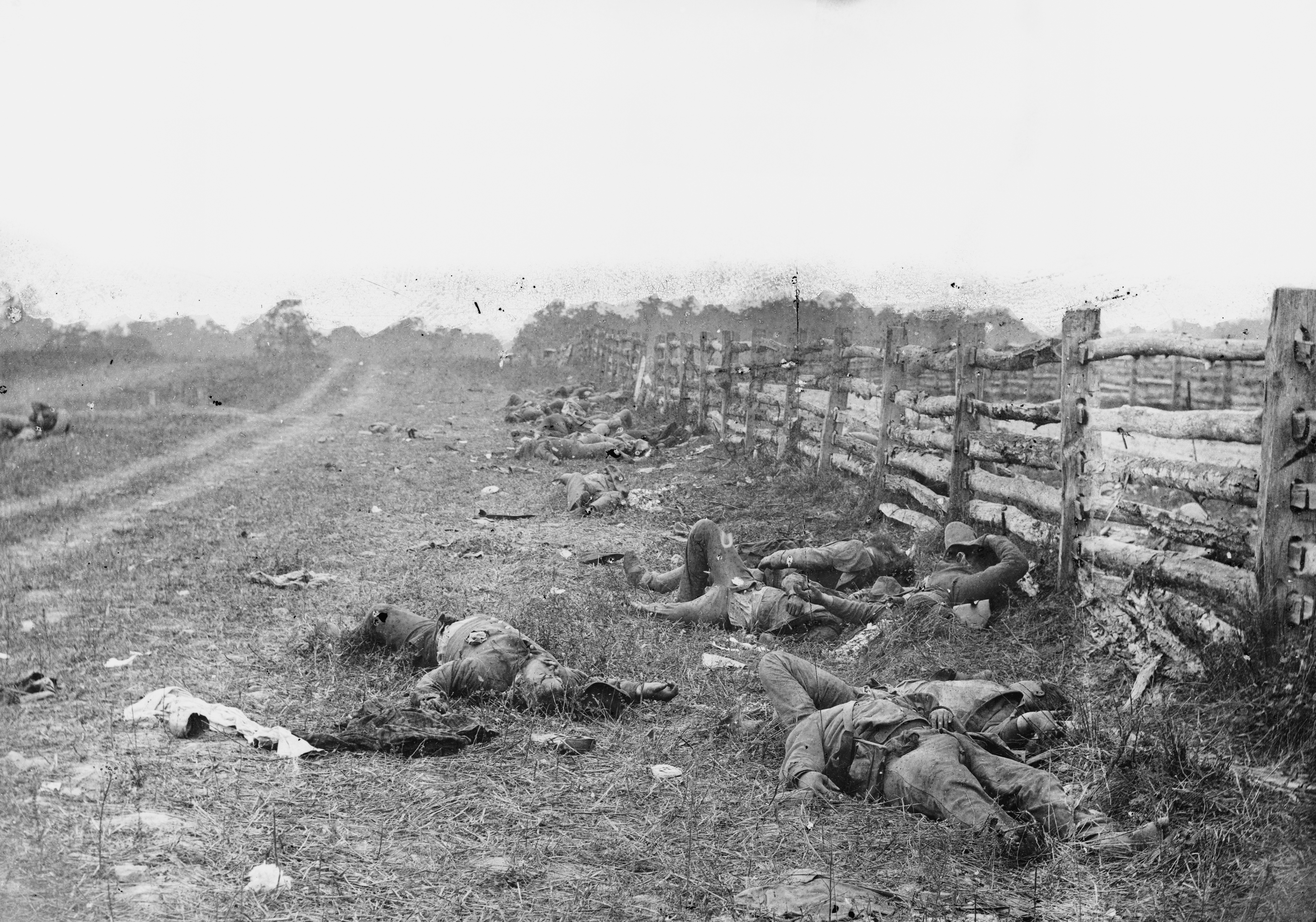
Gesneuvelde soldaten (Slag bij Antietam)

McClellan had weinig succes tegen het leger onder leiding van Lee en een reeks van veldslagen liep op zuidelijke overwinningen uit. In september 1862 viel Lee Maryland binnen, de eerste maal dat er op grote schaal werd gevochten in een van de noordelijke staten. McClellans leger en dat van Lee troffen elkaar op 17 september nabij Sharpsburg waar de Slag bij Antietam werd uitgevochten. Het zou de bloedigste dag uit de oorlog worden waarbij 2108 noordelijke en ruim 2700 zuidelijke soldaten sneuvelden. Hoewel de slag onbeslist eindigde, was het toch een tactische overwinning voor McClellan en Lee trok zich terug in Virginia. McClellan verzuimde echter de achtervolging op Lees leger in te zetten en een mogelijkheid om de oorlog vroegtijdig te beslissen glipte zo uit handen van de Unie.
De overwinning bij Antietam gaf Lincoln echter wel een uitstekende gelegenheid om zijn Emancipatieproclamatie uit te roepen, iets wat hij beslist na een overwinning wilde doen zodat het niet als een wanhoopsdaad zou worden gezien. Deze proclamatie bevrijdde alle slaven uit die gebieden die nog in rebellie tegen de Unie waren en gaf de aanzet tot de totale afschaffing van de slavernij na de oorlog.
McClellan werd enige tijd later vervangen, en een reeks van bevelhebbers leidde de Army of the Potomac, totdat uiteindelijk generaal George Meade de leiding kreeg.

### Het einde nabij

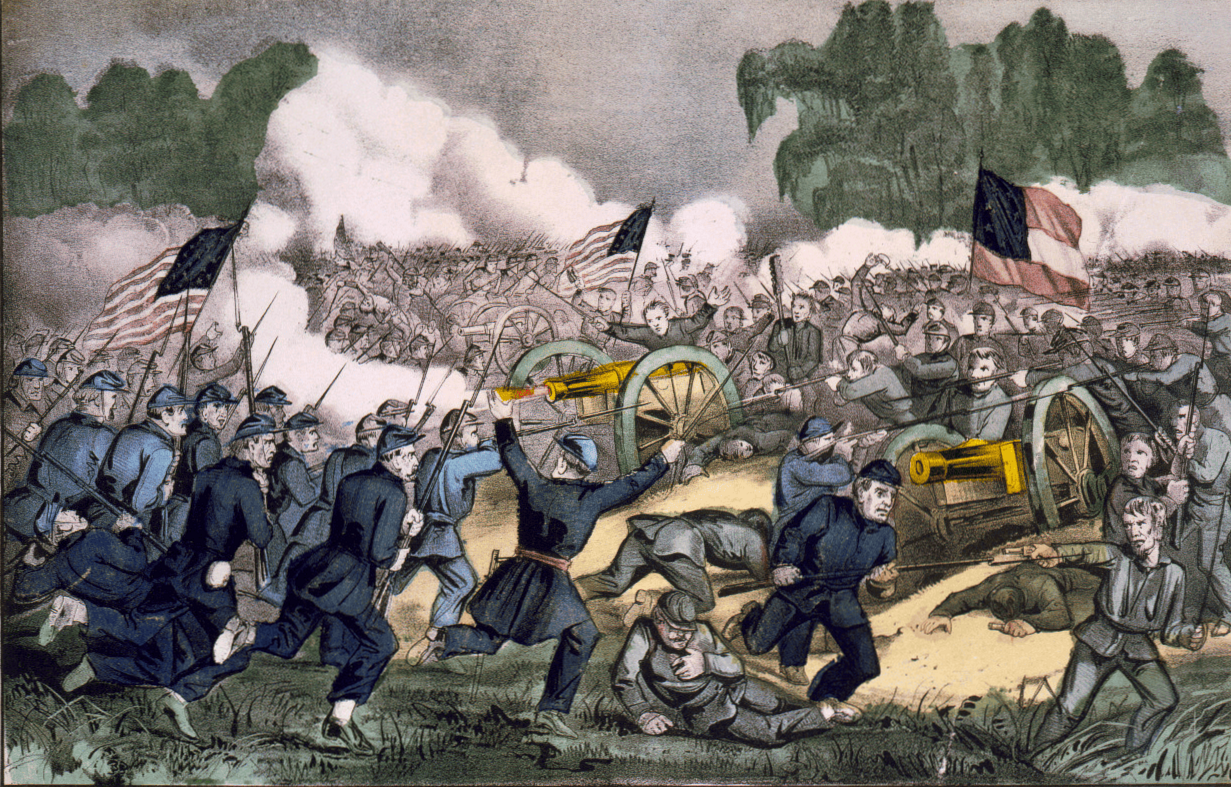
Slag bij Gettysburg

Generaal Grant behaalde in het westelijke strijdtoneel wel successen die in het oosten aanvankelijk niet behaald konden worden. In het voorjaar en zomer van 1863 behaalde hij enkele overwinningen in Mississippi en uiteindelijk nam hij op 3 juli Vicksburg, Mississippi in. Korte tijd later kwam de gehele rivier de Mississippi in handen van de Unie en werd de Confederatie in feite in tweeën gedeeld.
Op dezelfde dag dat Vicksburg werd ingenomen, viel ook de beslissing bij de Slag bij Gettysburg. Lee had wederom een invasie gepleegd van de Unie en was opgerukt tot in Pennsylvania. Generaal Meades leger kwam min of meer toevallig met Lees leger in aanraking nabij Gettysburg en de grootste veldslag uit de oorlog vond plaats van 1 juli tot 3 juli 1863 en eindigde in een duidelijke overwinning voor Meade. Lee kon nipt ontsnappen en trok zich wederom terug in Virginia. Meades overwinning werd gevierd in het noorden maar doordat hij Lee liet glippen, voerde Lincoln andermaal wijzigingen door in de legerleiding en U.S. Grant kreeg het opperbevel over alle noordelijke legers.

## Noordelijke overwinning

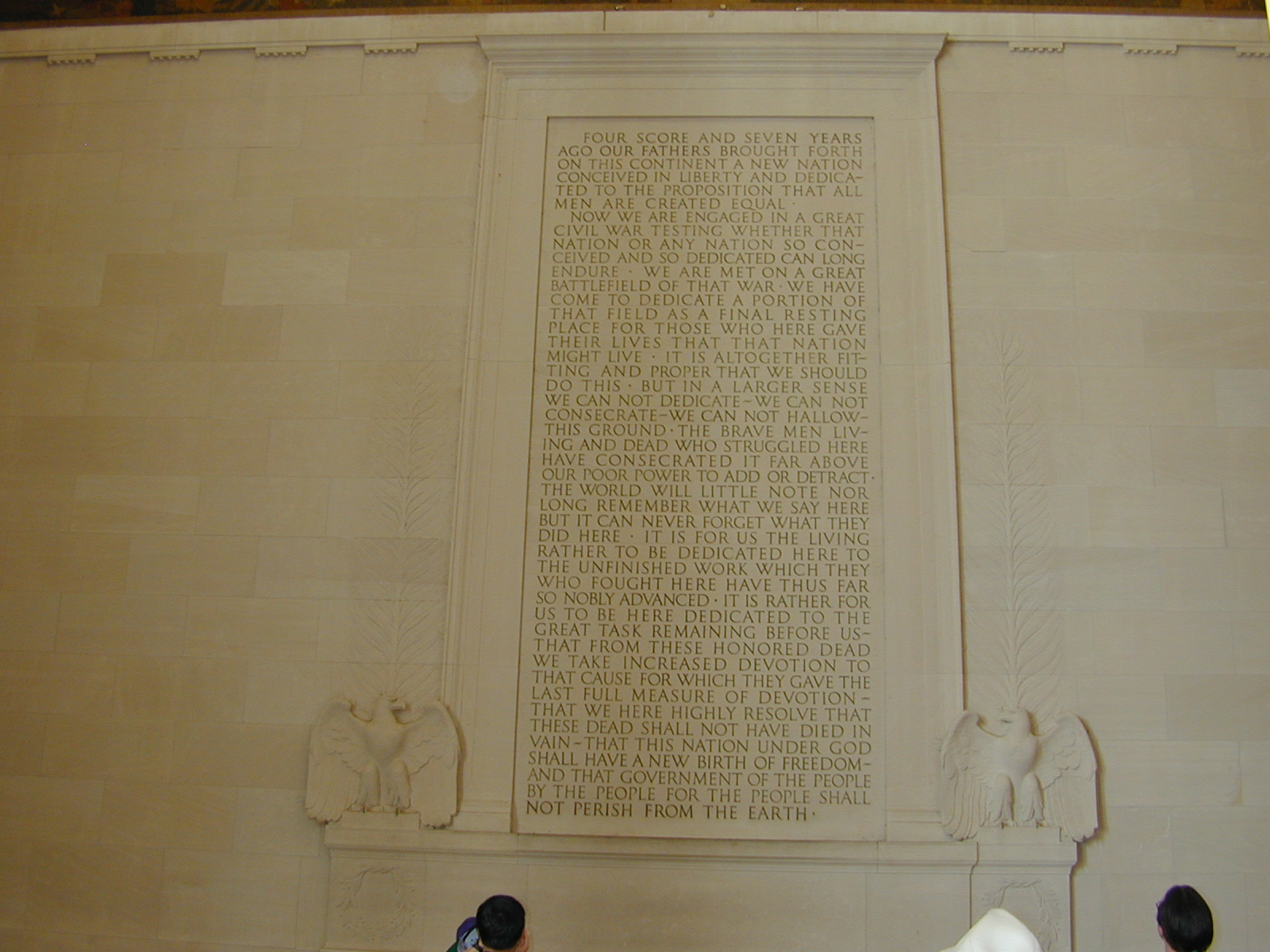
De tekst van de Gettysburg Address, Lincoln Memorial, Washington, DC

Op 19 november 1864 werd nabij Gettysburg een nationale begraafplaats ingewijd waar de gevallen soldaten hun laatste rustplaats zouden krijgen. Lincoln hield bij deze gelegenheid een korte toespraak, de Gettysburg Address, die beroemd is geworden om zijn elegante stijl en beknopte inhoud. In minder dan twee minuten vatte Lincoln samen waarvoor de oorlog werd gevoerd en noemde hij het belang van de offers die gemaakt werden voor het voortbestaan van de jonge republiek.
Na de Slag bij Gettysburg en aanstelling van Ulysses S. Grant als opperbevelhebber van het Leger begon het tij langzaam te keren. Grant zelf voegde zich bij de Army of the Potomac en hij gaf het bevel over het westelijk strijdtoneel aan generaal William T. Sherman. Sherman trok vanuit Tennessee richting Atlanta in de staat Georgia en hij nam de stad in op 15 november 1864. Hierna begon hij zijn befaamde March to the Sea, een tocht door Georgia die eindigde met de inname van de stad Savannah op 22 december 1864. Shermans troepen hadden de opdracht om alles op hun pad te vernietigen en de campagne wordt beschouwd als een vroeg voorbeeld van totale oorlog. Hoewel Shermans mars vooral in het zuiden van de VS controversieel is, bespoedigde deze wel het einde van de oorlog. Sherman verafschuwde oorlog en zijn idee was om zo snel mogelijk de vijand op de knieën te dwingen en daarmee de oorlog zo kort mogelijk te laten duren. Na de inname van Savannah trok Sherman noordwaarts om zich bij Grant aan te sluiten.
Tegelijkertijd was het Grants strategie om Lees leger richting Richmond, Virginia te dwingen en uiteindelijk de geconfedereerde hoofdstad in te nemen. Grant pinde Lees troepen vast bij het Beleg van Petersburg en ontnam hierbij zijn tegenstanders het vermogen om snel te manoeuvreren, iets dat van essentieel belang was voor Lees numeriek kleinere troepenmacht. Lee probeerde vanuit Petersburg te ontsnappen naar North Carolina, maar hij werd omsingeld door de noordelijke legers. Op 9 april 1865 gaf Lee zich over aan Grant bij Appomattox Court House. De overgave werd getekend in het huis van Wilmer McLean dat door Grant was gevorderd als zijn hoofdkwartier. Ironisch genoeg was McLeans voormalige huis ook al eens gevorderd door de zuidelijke generaal Beauregard, tijdens de eerste slag bij Bull Run. Er wordt wel gezegd dat de Burgeroorlog begon in McLeans voortuin en eindigde in diens woonkamer.

### Overgave en Lincolns dood

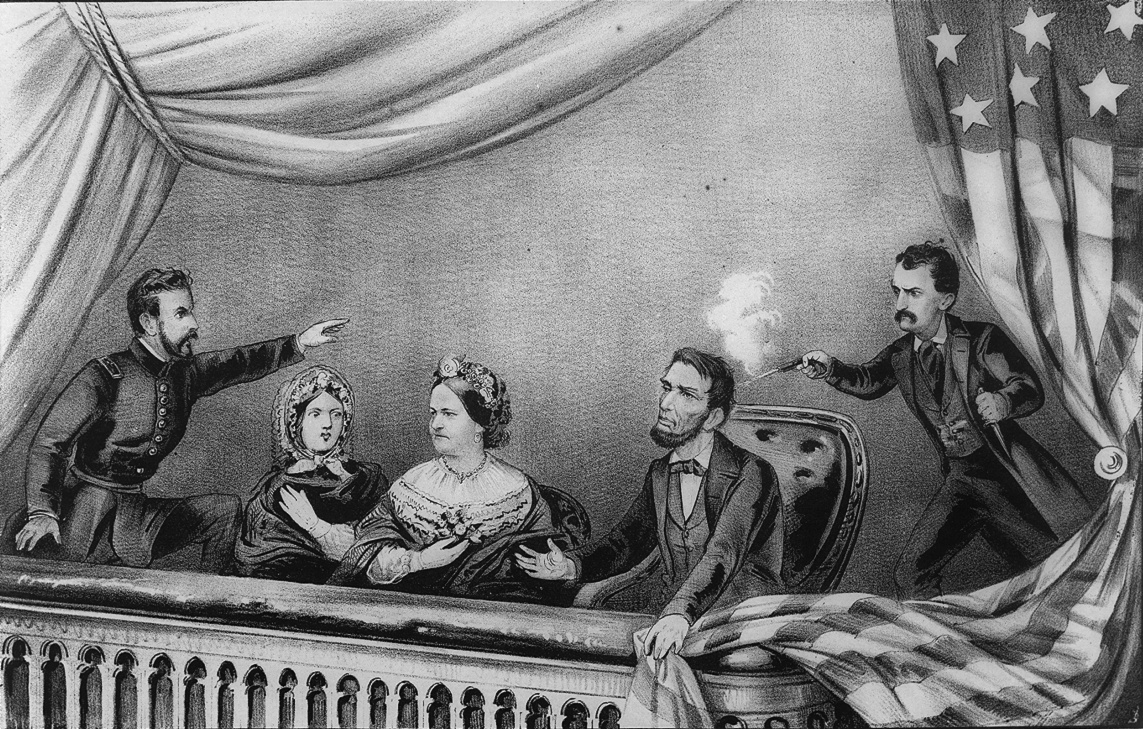
De moord op Abraham Lincoln, gravure

Lees overgave betekende het effectieve einde van de oorlog, hoewel er nog wekenlang schermutselingen zouden plaatsvinden tussen noordelijke en zuidelijke troepen. Vijf dagen na de overgave van Lee woonde president Lincoln een theatervoorstelling bij in het Ford's Theater in Washington. Tijdens de voorstelling werd Lincoln van achteren in zijn hoofd geschoten door de acteur en zuidelijke sympathisant John Wilkes Booth. Lincoln werd overgebracht naar een huis aan de overkant van de straat tegenover het theater waar hij 9 uur later, op 15 april, zou komen te overlijden. De moordaanslag bracht diepe rouw teweeg in de VS, waar velen Lincoln zagen als de redder van de Unie. Booth werd korte tijd later zelf ook doodgeschoten tijdens zijn vluchtpoging.

## Reconstructie
Het was vooral de economische overheersing van het geïndustrialiseerde noorden die uiteindelijk de doorslag gaf voor de noordelijke overwinning. Het noorden had een grotere bevolking, betere infrastructuur en meer economische macht dat het agrarische zuiden, factoren die volgens veel historici de uitkomst van de oorlog in het voordeel van de Unie onvermijdelijk maakte. De oorlog zorgde voor een diepe kloof tussen noord en zuid die pas in de loop van de 20e eeuw langzaam gedicht werd. De zuidelijke staten werden militair bezet door het leger en een periode van Reconstruction volgde. Lincolns originele plannen bestonden uit een gematigde aanpak van het verslagen zuiden en ook Andrew Johnson, die na Lincolns dood president werd, was hier voorstander van. De Reconstruction zou tot 1877 duren waarna de troepen definitief werden teruggetrokken en de zuidelijke staten hun oude status als volwaardig lid van de Unie herkregen.